# 川端民生
川端民生（かわばた　たみお、1947年7月10日 - 2000年7月26日）は、北海道紋別郡遠軽町出身のベーシスト。北海道札幌西高等学校卒業。
愛称は「バタさん」。

## 人物
主にジャズ、フュージョンの領域で活躍。主な共演者は、向井滋春、浅川マキ、渋谷毅、小沢健二など。1978年「ネイティブ・サン」結成に参加。80年代後半以降は、渋谷毅オーケストラを中心に活動。エレキベース、ウッドベースの両方を演奏した。
2000年7月26日、膵臓ガンにより死去。

## 参加アルバム
- スペイシング・アウト（向井滋春）
- SHUN（酒井俊）
- ネイティブ・サン（ネイティブ・サン）
- サバンナ・ホットライン（ネイティブ・サン）
- 下駄はいてこなくっちゃ（Wha-ha-ha）
- ライヴ・アンド・ゼン・・・ピカソ（山下洋輔）
- Live '91（渋谷毅オーケストラ）
- 香港ブルース（酒井俊）
- 酔った猫が低い塀を高い塀と間違えて歩いているの図（渋谷毅オーケストラ）
- A LOW DOWN DIARY SHAME（近藤房之助）
- ムーン・レイ（大友義雄）
- フィア・ティーレ（一噌幸弘）
- SUBLIMATION（リー・オスカー）
- 球体の奏でる音楽（小沢健二）
- OLD FOLKS（渋谷 毅・武田和命カルテット）
- 蝶々在中（渋谷 毅）